# Davor Kraljević
Davor Kraljević (* 7. července 1978) je bývalý chorvatský fotbalista.

## Kariéra
Kraljević začal svou fotbalovou kariéru ve svém rodném městě v klubu NK Varteks a zahrál si dva zápasy za chorvatský národní tým tým do 20 let, než se v roce 2000 přestěhoval do Německa. Odehrál 9 zápasů za Tennis Borussia Berlin, později hrál za SV Babelsberg 03 a 1. FC Heidenheim před přestupem do SSV Ulm 1846 v roce 2007.
V listopadu 2009, poté, co za Ulm odehrál 58 zápasů, byl Kraljević propuštěn a jeho smlouva byla ukončena kvůli jeho roli v evropském skandálu se sázením v roce 2009. Přestože nebyl obviněn, bylo v květnu 2010 oznámeno, že Kraljević podepsal smlouvu s týmem Kreisliga 1. FC Heiningen.